# Hans Leupin
Hans Leupin (* 30. Juli 1904 in Frenkendorf; † 29. Juni 1972 in Münchenstein) war ein Schweizer Politiker.

## Leben
Leupin besuchte die Schulen in Frenkendorf und Liestal und absolvierte eine kaufmännische Lehre. Beruflich war er ab 1932 für den Verband landwirtschaftlicher Genossenschaften tätig und von 1942 bis 1947 sass er im Regierungsrat als Vertreter der Demokratischen Partei; er hatte das Amt Finanzen und Militär inne. Er war verantwortlich für die Reorganisation der Staatsverwaltung. Im Jahr 1947 wird er zwar wiedergewählt, scheidet aber als überzählig aus. 
Danach war er Verkaufsdirektor der Maloja AG Gelterkinden. In Münchenstein, wo er seit 1938 wohnte, war er Mitglied der Gemeindekommission und von 1948 bis 1950 Mitglied des Gemeinderates.